# 7427-es mellékút (Magyarország)
A 7427-es számú mellékút egy bő öt kilométer hosszú, négy számjegyű országos közút Zala vármegye és Vas vármegye határvidékén, de teljes hosszában Zala vármegyében. Fő funkciója, hogy két, a főútvonalak által elkerült települést köt össze egymással, a szomszédjaikkal, valamint a térség legfontosabb útvonalának számító 74-es főúttal.

## Nyomvonala
A 74-es főútból ágazik ki, annak 60,250-es kilométerszelvényénél, Egervár központjában, északkelet felé, Vár út néven. 350 méter után elhagyja a település lakott területeit, majd 750 méter után elhalad az Egervári várkastély mellett, ott már inkább keleti irányban húzódva. Ezután átlépi a településhatárt, keresztezi a Sárvíz nevű patakot, a Szombathely–Nagykanizsa-vasútvonalat, Egervár-Vasboldogasszony vasútállomás déli szélén, majd kiágazik belőle észak felé az előbbi állomásra vezető 73 367-es út.
1,250 kilométer után beér Vasboldogasszony házai közé, ott északnak fordul és a Petőfi út nevet veszi fel. A település központjában kiágazik belőle kelet felé a 73 238-as út: ez Gősfa keleti külterületére, Csöngetmajor falurészre vezet, ott ér véget 4,7 kilométer után. A 7427-es innentől a belterület széléig a Sziklai út nevet viseli, majd 2,2 kilométer után kilép Vasboldogasszony házai közül.
2,6 kilométer teljesítése táján Gősfa területére érkezik, ott a belterület déli részén (körülbelül a 3,100-as és 3,700-as kilométerszelvényei között) Mező Imre út a neve, a faluközpontban nyugatnak fordul és a Dózsa út nevet veszi fel. További irányváltások után északnyugat felé haladva hagyja el a település házait, 4,6 kilométer után; ugyanott ismét keresztezi a vasutat és a Sárvíz folyását.
5. kilométerénél eléri Egervár, Gősfa és Lakhegy hármashatárát, majd nem sokkal arrébb, a 74-es főútba visszatorkollva ér véget, annak 63,100-as kilométerszelvényénél, Egervár és Lakhegy határvonalán.
Teljes hossza, az országos közutak térképes nyilvántartását szolgáló kira.gov.hu adatbázisa szerint 5,288 kilométer.

## Települések az út mentén
- Egervár
- Vasboldogasszony
- Gősfa
- (Lakhegy)